# 不入 (市原市)
不入（ふにゅう）は、千葉県市原市の加茂地区にある大字。郵便番号は290-0554。

## 地理
市原市南部に位置する大字。高滝湖畔にあって不入公民館や訶具都智神社（愛宕神社）、市原湖畔美術館のある「本体」のほか、首都圏中央連絡自動車道（圏央道）北側に広がる飛び地からなる。
「本体」は東西に長い形状で、西に高滝湖に面し、古敷谷川が流入する。北に高滝、東に養老（飛び地）・新井、南におおむね古敷谷川を隔てて古敷谷、南西に小谷田と接する。域内に小規模な高滝の飛び地がある。
飛び地には「新谷永田自治会館」が置かれている。北西に久保、北東にゴルフ場（鶴舞カントリークラブ）内で田尾、南東で山小川と接し、南側では大和田と入り組んで接しているほか、南西で高滝・養老の各飛び地と接する。圏央道高滝湖パーキングエリアの敷地の一部は不入（飛び地）地内である。

## 世帯数と人口
2022年（令和4年）4月1日現在の世帯数と人口は以下の通りである。
| 町丁字 | 世帯数 | 人口  |
| ------ | ------ | ----- |
| 不入   | 55世帯 | 112人 |

## 通学区域
市立小学校・市立中学校及び県立高等学校の通学区域は以下の通りである。
| 町丁字 | 区域 | 小学校             | 中学校             | 高等学校 |
| ------ | ---- | ------------------ | ------------------ | -------- |
| 不入   | 全域 | 市原市立加茂小学校 | 市原市立加茂中学校 | 第9学区  |

## 交通

### 道路
不入公民館のある高滝湖沿岸・古敷谷川沿いの地域を通過する道路
- 千葉県道173号南総月出線
- レイクライン（市原市道）[6]

北方の飛び地を通過する道路
- 国道468号（首都圏中央連絡自動車道）
- 千葉県道168号鶴舞馬来田停車場線

首都圏中央連絡自動車道の高滝湖パーキングエリアの敷地の一部は不入に属する。